# Erik Penser
Nils Wilhelm Erik Penser, född den 22 augusti 1942 i Västra Sallerups församling i Skåne, är en svensk finansman.  

## Biografi

### Finanskarriär
Erik Penser påbörjade en juristutbildning vid Lunds universitet, men övergick under sin andra termin till en yrkesverksamhet som courtagemäklare för aktier. År 1968 kontaktade han Carl Langenskiold på Bankirfirman Langenskiöld, som hade en börsplats men saknade verksamhet. Tillsammans med vännen Tomas Fischer startade Penser courtagehandel på bankirfirman mot att de själva fick 40% av courtaget. De arbetade aktivt med att leta upp kunder och föreslå affärer vilket var ett för Sverige nytt arbetssätt för courtagemäklare. Företaget kom efter några år att byta namn till Carnegie Fondkommission. Penser och Fischer arbetade intensivt för att utveckla firmans affärer, och de använde sina egna provisioner för att grundlägga privata förmögenheter. Pensers strategi var riskabel – han köpte aktier, belånade dem och köpte fler aktier. På det viset kom han att skaffa sig ett avgörande ägarinflytande i flera stora börsföretag. Penser lämnade Carnegie 1976. 
Under 1980-talet och i början av 1990-talet var Penser en av Sveriges mest inflytelserika finansmän. Genom sitt holdingbolag Yggdrasil AB kontrollerade Penser såväl Nobel Industrier som Finans AB Gamlestaden. I samband med den omfattande finanskrisen 1990-1994 i Sverige tvingades Penser/Yggdrasil 1991 ge upp kontrollen över dessa företag genom att aktierna övergick i Nordbankens ägo. Efterspelet till detta resulterade i en mycket utdragen rättstvist mellan Penser och Nordbanken. Penser tvingades sälja sina fyra företag till Nordbanken för en krona styck, och Nordbankens styrelseordförande Björn Wahlström sade på en pressträff att Erik Penser nu var utfattig och slut som aktör i svenskt näringsliv. Penser fick 1992 köpa tillbaka Yggdrasil för en krona, genom ett avtal övergick aktierna i bolaget till Nordbanken. Bankens vice ordförande Jacob Palmstierna medgav att Penser hade varit extremt pressad när han tvingades skriva under avtalet. Penser stämde Nordbanken två gånger men förlorade båda gångerna. 
Penser var genom sina bolag storägare samt styrelseledamot i Bofors sedan mitten av 1970-talet och blev misstänkliggjord i samband med Boforsaffären efter att förnekat att det förekommit några mutor.
Ett kuriosum i sammanhanget är att investmentbolagen Carnegie, Asken och Skrinet var centrala för Pensers kapitalförvaltning under 1980-talet. Asken och Skrinet hade sitt ursprung i att de likvida tillgångarna i Gamlestadens Fabrikers AB:s kassaskåp förvarades i en ask och ett skrin. År 1988 köpte Nordbanken Carnegie i en kritiserad affär och blev en av Pensers viktigaste finansiärer.
På senare år har Pensers bolag Yggdrasil investerat bland annat i forskningsbyn Ideon i Lund och Stockholmsbaserade StagePool AB, ett rekryteringsföretag inom europeiska underhållningsindustrin och Countermine ett minröjningsföretag. Penser grundade Erik Penser Fondkommission 1994, vilket sedan sitt erhållande av bankoktroj 2008 drivs som banken benämnd Erik Penser Bank. År 2023 köpte Carnegie Erik Penser Banks värdepappersrörelse. Samtidigt blev familjen Penser storägare i Carnegie.

### Privatliv och släkt
Erik Penser är bosatt i Storbritannien sedan 1976, där han har ett gods strax utanför Compton Beauchamp i grevskapet Oxfordshire. Han gifte sig i Köpenhamn 1967 med Lillemor Ericsson (död 2016) och de fick tre barn. Han är son till advokaten Wilhelm Penser (1901–1993) och Elisabeth, född Herrmann (1910–1999).
Penser har utmärkt sig som samlare av många saker, bland annat gamla aktiebrev, filmaffischer med exempelvis Bröderna Marx och sedlar. Han äger även en av Sveriges största samlingar bilder från Eslöv.